# 小公主
《小公主》（英語：A Little Princess）是英國作家法蘭西絲·霍森·柏納特所創作的小說，於1905年出版，為兒童文學的經典之一，其曾多次改編成電影、電視劇、動畫與漫畫和故事書等。

## 故事大綱
故事以十九世紀的英國倫敦為故事背景，講述一位身為富家千金卻保持著「公主」之風度、名叫莎拉‧克璐的少女在寄宿學校中面對變故和遭受欺凌的經歷，雖然如此卻擁有善待別人的樂觀之心與堅強的意志來度過逆境的故事。
莎拉出身於歐洲殖民地印度的富家，她擁有一顆會出手幫助別人的善良之心。莎拉在懂事時跟身為英國軍官兼商人的父親相依為命，她在七歲時受到父親的安排下前往倫敦中培養上流名媛之一的寄宿學校中留學並且學習當個懂得禮節、品德優良與舉止優雅的女性。莎拉不只獲得皇家般的待遇還和學生們與一位年輕的女傭相處融洽，所以她擁有「公主」的稱號時备受尊敬跟禮遇以及不少的愛戴下过着皇室般的生活。
原本這樣的生活會過得很安穩，直到莎拉在迎接她11歲生日的當天接獲她父親在印度面臨事業失敗的處境中染病過世處於破產情況之下產生變調，莎拉在處於喪父之痛與失去一切的情況下不只住在閣樓的破舊房間，她從最高貴的寄宿生的身分轉變成負責打雜的女傭中受盡與忍受著許多挨餓與不堪的對待卻保持著樂觀與真誠的態度來渡過困境。後來，莎拉在認識一位從印度搬來學院對面的房屋的神祕紳士，她在经过許多戏剧性的巧合中發現那個紳士正是她父親的朋友也知道他保管父亲遺留下來的財產，最後莎拉在父親的朋友的協助下轉變她的命運恢復昔往優裕的生活。

## 故事內容

### 造訪倫敦、與父親的分離
在十九世紀時代的冬季，位於由濃重的濃霧所籠罩、陰雨灰暗的英國倫敦的城市中，許多的馬車式的雙層巴士、高大和矮小的馬車以及少數富家和多數的普通行人在城市的道路和街道中走動，一輛從港口過來的馬車載著一對從印度搭船來到倫敦、名叫莎拉‧克璐（Sara Crewe）的女孩跟她的父親萊福‧克璐（Ralph Crewe）前往某個地方。萊福‧克璐是一位出身於英國、並且印度並且經營著煤礦的上尉，他在妻子生下莎拉就早逝的情況下就扛起父兼母職的責任。雖然莎拉沒有母親的陪伴卻很體貼、早熟又懂事，她的良善性格跟許多出身於富家的富家子女、公子與千金有所區別。莎拉有天馬行空般的想像力也會講些她所編出來的故事，她無論是照管家務、在平原上騎馬、騎著大象在街上的期間想像著自己是在街上遊行的印度王侯的女兒時會陪著她的父親，所以克璐上尉總是把莎拉作為他的「小夫人」並且關注著她。
由於克璐上尉要開創和處理家中的事業的關係，所以他一直無法抽空出時間來陪著莎拉。再加上每個孩童不能待在包含印度在內、有著炎熱氣候的國家中成長，所以做為父母的大人會在他們的孩子年滿7歲時送他們到國外的寄宿學校中留學，讓他們能在外面氣候涼爽又有健康的環境中成長也能更加多學會獨立。所以克璐上尉跟他所僱用的家庭教師梅雷迪斯夫人(Lady Meredith)互相商量。梅雷迪斯夫人向克璐上尉推薦她的女兒在倫敦中留學、也是培養上流名媛之一的女性寄宿學院敏欽學院後，克璐上尉決定安排莎拉進入敏欽學院。莎拉回想起他們在航行中看見許多來回穿梭的東印度水手、在甲板上追逐嬉戲的孩童以及多數想逗樂自己、也是作為軍官之妻的婦女們。
另一方面，敏欽學院的校長瑪麗亞·敏欽（Maria Minchin）和她的妹妹阿米莉亞（Miss Amelia）命令學院所有的女傭為學院做些整潔工作也為莎拉準備擁有不少的擺飾品和家具的宿舍房間。莎拉和克璐上尉在一位女傭的帶路下來到校長室，敏欽校長接待克璐上尉的期間帶領他和莎拉參觀學院。克璐上尉向敏欽校長解釋他的律師巴洛先生（Mr. Barrow）和史吉普華斯先生(Mr. Skipworth)會為莎拉支付她在敏欽學院留學期間的手續費。敏欽校長在表面上對任何人很親切，但是她對出身於普通富家的學生們就會變得很嚴格，完全不像阿米莉亞會善待所有的學生。而且，敏欽校長很蔑視與刻薄不少出身於低微又很貧困的人還瞧不起出身於富家卻自幼喪母的莎拉，她在克璐上尉離開學院向阿米莉亞批評對方不會管束與教育莎拉的行為。克璐上尉不只為莎拉購買一輛馬車與一匹小馬還僱用法籍女傭瑪麗葉特（Mariette）作為負責處理莎拉留學起居的傭人，他帶著莎拉到街上採購她的服裝與書籍、由莎拉所取名為艾蜜莉（Emily）的人偶。巴洛先生與史吉普華斯先生負責代替克璐上尉處理莎拉在敏欽學院留學的手續卻為此感到很傷透腦筋。後來要離開倫敦的克璐上尉跟莎拉互相聊起他們分別時的談話並且立下雙方要寫信保持聯繫的諾言，儘管莎拉看著她的父親克璐上尉離開學院時感到很不捨卻選擇來面對一切，讓敏欽校長和阿米莉亞為此感到很吃驚又覺得莎拉是個堅強的學生。

### 待在寄宿學院的生活、持有鑽石礦山的消息
雖然莎拉在學院獲得眾學生們的歡迎，但並不是每個學生對莎拉很友善。學院中最為年長的學生拉維妮亞·賀伯特（Lavinia Herbert）就是這個例子，拉維妮亞跟莎拉同樣出身於富家也在學院獲得不少的待遇，她是少數知道敏欽校長是個只想獲得財富的學生。雖然拉維妮亞的外表天生麗質但是個性很傲慢，她還跟她的朋友潔西（Jessie）很歧視與欺凌最軟弱的學生與女傭。敏欽校長介紹莎拉給所有學生們認識時，拉維妮亞就跟潔西說些不少莎拉的誹聞與謠言。敏欽校長知道莎拉的父親克璐上尉僱用瑪麗葉特是想要讓莎拉多學會些法文，她要求法文導師迪法傑 (Monsieur Dufarge)負責教導莎拉多說些法文。莎拉在懂事時會講英文與印度文卻很喜歡用法文來交談，因為莎拉已故的母親是法國人，加上克璐上尉為了紀念莎拉的母親總是會用法文跟莎拉互相交談。莎拉想要向敏欽校長說明一切卻看到她嚴肅的臉色時無法表達出來，所以她用法文跟迪法傑老師解釋自己會講些很多的流利的法文。迪法傑老師認同莎拉的法文講得夠很流利又很完美無缺並且向敏欽校長解釋自己無法多教導她。儘管敏欽校長對自己不會講法文的事感到很自卑卻依然認同莎拉的語言才能。
莎拉在課堂期間結識一位剛受到敏欽校長的斥責、受到所有學生們的取笑、名叫亞門加德·聖約翰（Ermengarde St. John）的學生。亞門加德的父親是一位非常知名、而且會精通七至八國語言的學者，他在家中擁有圖書館而且蒐集許多國外語言的各種書籍。亞門加德的父親曾經委託敏欽校長府輔助和加強亞門加德的課業，但是亞門加德課業不佳還受到拉維妮亞和潔西多次的為難。莎拉將課本的內容編成故事來協助亞門加德學些法文和其他課業並且會指導一些學業不佳的學生們，讓亞門加德對莎拉教導自己跟得上其他學生的進度感到很佩服。莎拉向亞門加德介紹艾蜜莉還說她想像著艾蜜莉會動起來去閱讀書籍也會發現別人過來時假裝不動的事，亞門加德對莎拉有種特別的想像力產生興趣並且跟她打交道。莎拉在學校的走廊中發現一位年紀最小卻很胡鬧的小孩洛蒂·雷（Lottie Legh）。洛蒂雖然跟莎拉一樣沒有母親卻受到父親過度的疼愛下變得很粗質，甚至有著沒有母親的孩童都會受到大人所注視的習慣，讓敏欽校長與阿米莉亞對洛蒂的行徑感到很頭疼。莎拉得到阿米莉亞的同意下安撫洛蒂，讓洛蒂開始會聽莎拉的話並將她視為母親般來看待。
兩年後，一位名叫蓓琪（Becky）的年輕女傭進入學院作些打雜的工作。蓓琪曾在聽見莎拉講故事給其他的學生們聆聽時被拉維妮亞給斥責，莎拉發現蓓琪瘦弱的模樣時產生介意。當天晚上，莎拉聽聞蓓琪在家境貧困、無依無靠的情況下被她的親戚給粗魯使喚的經歷，她逐漸對蓓琪的過去產生同情心。所以莎拉在送些食物給蓓琪向她承諾自己會等到她結束打雜時會講故事給她聆聽、教導課業或是贈給許多勉勵的東西，蓓琪受到不少的安慰並且跟莎拉很要好。某天，莎拉制止拉維妮亞對洛蒂動粗時引起學生們的注意，因此拉維妮亞在所有人的面前當眾帶刺的稱呼莎拉為「公主」。但比起潔西和拉維妮亞以歧視與輕蔑的方式稱呼莎拉的態度，像亞門加德跟洛蒂一樣都對莎拉友善的學生們都會以禮貌的風度稱呼莎拉為「莎拉公主（Princess Sara）」。莎拉不只會對蓓琪跟學生們很友善還獲得導師們的稱讚中成為成績優秀的學生，她在寫信給她父親時講述自己在學院中交到朋友的經過，讓回到印度的克璐上尉感到很放心。克璐上尉在跟他的好友見面並且聽說某一座擁有許多鑽石的礦山的消息時，他認為如果他做些開採鑽石的經營會讓莎拉在留學的方面會過得更安穩。所以克璐上尉決定去經營與開採鑽石礦山的事業還把莎拉的事全都說給他的朋友聆聽，這件事很快引起全校師生的注意。敏欽校長認為只要克璐上尉讓鑽石開採的工作能夠順利進行將會為給她的學院帶來更多的財富，儘管莎拉對鑽石礦山的事感到很好奇卻很擔心她父親近來的情況。

### 失去父親的生日宴會、轉變為女傭遭遇不堪對待的經過、大家庭與神秘的新鄰居
兩年後，莎拉即將要迎接她十一歲的生日，所有的學生們和蓓琪事先在敏欽校長要舉辦宴會的期間準備好他們要送給莎拉的禮物。莎拉在幾個禮拜之前收到她父親克璐上尉所寄來的信件，她得知開採鑽石的生意剛開始很順利，但是每次在開採過程中都不是很順心的情況。克璐上尉在信上附到他即使面臨健康的狀況仍特地為莎拉在巴黎訂作一個新人偶作為送給她的禮物。克璐上尉在信上寫到雖然自己無法陪伴莎拉卻依然會守護著她，他答應只要開採鑽石的事業能夠順利就會過來探望和接走莎拉。莎拉在信上說她很希望能夠多加關注她父親的情景也附註她把新人偶稱呼為「最後的人偶（The Last Doll）」作為解釋自己的年紀不能增加一個人偶來陪伴，莎拉在信上加以提醒她父親應該要多留意健康狀況也不要太過於在意事業的情況。後來除了要回家無法出席宴會的亞門加德之外，所有的學生們在祝賀莎拉的期間觀賞她剛收到克璐上尉寄送來的「最後的人偶」，蓓琪獲得敏欽校長的准許下觀賞莎拉的新人偶。當拉維妮亞問莎拉萬一變成乞丐的話是否還能保持著她的風度時，莎拉立即回答出她就算處於那種情境還是相信自己可以會面對很有可能的情況。這時阿米莉亞提醒莎拉說她父親克璐上尉的律師巴洛先生正好有事來造訪學院，這件事預兆著莎拉即將要面對一件徹底改變她的人生的壞消息。
拜訪學院的巴洛先生在所有的學生們離開校長室後，他看到莎拉收到的「最後的人偶」時感到搖頭嘆氣，巴洛先生告誡敏欽校長為莎拉花費許多的錢不是件好事還解釋經營鑽石礦山是個錯誤的決定。他告訴敏欽校長有關克璐上尉被他的朋友給欺騙導致生意失敗欠下債務，他在山內的某間小屋中面臨宣告破產的情況下一蹶不振甚至罹患瘧疾病逝的消息。巴洛先生解釋當時那個欺騙與背叛克璐上尉的朋友早已下落不明，現在莎拉除了克璐上尉之外沒有其他親人的緣故成為身無分文的孤兒，已經處於流離施所、窮困潦倒的狀態下無法繼續繳交學院的學費的情景。敏欽校長聽到克璐上尉已經病逝也面臨破產的情況時感到很震驚。她也對莎拉沒有其他的親人能繼續支付高額的學費面臨跟窮人平起平坐無兩樣的情況下很吃驚。當敏欽校長覺得她被克璐上尉給欺騙感到很生氣甚至想要將莎拉給逐出學院（包含偷聽巴洛先生與敏欽校長之間對話的蓓琪）。但是她在巴洛先生的反對不得不將莎拉留在學院內。巴洛先生在離開時告訴敏欽校長應該繼續照顧莎拉藉此保住學院的面子，他還告訴她應該讓莎拉待在學院做事來解決克璐上尉遺留下的債務問題。敏欽校長叫阿米莉亞要求取消宴會還要求莎拉穿著打雜的服裝來見自己。敏欽校長告訴莎拉說她父親克璐上尉已經病逝，只能讓她留下艾蜜莉搬到閣樓房間並且做些打雜的工作來還清債務，而瑪麗葉特被解僱即將要轉到別的富家人去工作。
雖然莎拉為敏欽校長將已經處於一無所有的自己留在學院內辦事的事感到一絲不悅，當她跟瑪麗葉特道別不久面對父親的病逝和傭人被遣散、馬車被變賣、所有的家具與剛收到父親所贈送的禮物全被拿來抵押債務的消息時感到很悲痛，所幸她在蓓琪的安慰下不得不堅強起來並且做些還清債務的工作。此後莎拉要做些不少的打雜工作，她不只要穿著太短的連衣裙在廚房受到使喚甚至到街上作些採購等相關工作、還被以禁止用想像力來教導低年級的學生，甚至在晚上獲得准許待在教室裡閱讀書籍。拉維妮亞和潔西常會找莎拉不少的麻煩、欺凌與刁難，連學院的廚師和女傭們也會經常會使喚莎拉和蓓琪。不只如此，敏欽校長在心情很差時會讓莎拉處於挨餓的狀況甚至讓她快要喘不過氣到無法休息。即使莎拉受到許多的不堪的對待卻從來不會抱怨，她依然對敏欽校長、拉維妮亞、廚師和女傭們有著禮貌的態度。儘管阿米莉亞想要出手幫助與安慰莎拉卻無法反駁敏欽校長的做法。莎拉知道敏欽院長刻意讓自己很多要好的同學跟自己疏遠的情況下決定暫時避開與剛回到學院也沒有察覺到自己的變異的亞門加德的對話。當亞門加德在晚上到閣樓找莎拉並且詢問實情下，她決定不管會受到任何的處罰依然會安慰莎拉，莎拉說自己在變故的期間跟蓓琪在閣樓裡以敲門當暗語來互通有無，她把閣樓房間與敏欽校長分別想像成巴士底監獄與監獄的獄卒，而自己和蓓琪都像是個困在牢房的籠中鳥也是個受盡苦難的囚犯，莎拉認為就算她處於這種不堪的對待還是會相信奇蹟會出現。另一方面，洛蒂對莎拉突然會去教導低年級的學生的事感到很在意並且到閣樓找她。莎拉將自己的事全都告訴洛蒂並且表示她希望能搬到對面的空屋的實情。
雖然亞門加德和洛蒂給予莎拉不少的安慰，但是她們考量到莎拉可能會受敏欽校長的多次為難的情景並且很少去探望她。莎拉能聊天的對象除了蓓琪、亞門加德與洛蒂以外就只有艾蜜莉和老鼠梅奇斯黛克（Melchisedec）與牠的家人作為自己的訴情對象。在這期間，有一個富裕的家族居住在學院的附近房屋，當時那些人共有十個人，莎拉有時把他們稱為「大家庭（The Large Family）」並給他們取些綽號。其中包括很關注莎拉的成員有薇若妮卡‧尤絲塔西亞（Veronica Eustacia，真名是珍妮特‧卡麥可 Janet Carmichael）、羅莎琳‧葛萊蒂思（Rosalind Gladys，真名是諾拉‧卡麥可 Nora Carmichael）和基‧克萊倫斯（Guy Clarence，真名是唐納德‧卡麥可 Donald Carmichael）三姊弟，唐納德與他的兩個姊姊珍妮特和諾拉在某個平安夜的前夕施捨給莎拉不少六毛錢硬幣，雖然莎拉有禮貌的婉拒他們的施捨，但是她卻看在唐納德的堅定時收走硬幣還說他是個好路人。珍妮特和諾拉知道莎拉不像是個乞丐並且稱呼她為「不是妖精的公主（The UnFairy Princess）」與「不是乞丐的少女（The girl who is not a beggar）」。幾個月後，莎拉在出門採購的期間看見有許多街上的路人都觀注著自己的模樣，她採購完東西回來後卻因為尚未全數湊齊購買物品受到挨罵。莎拉回到閣樓期間發現艾蜜莉看著自己時沒有什麼感受，她把艾蜜莉打下椅子並且批評它只是個「什麼不關心也沒有情感的人偶（What a doll that does not care and has no emotions）」。雖然莎拉對自己會做出難以自制的舉動感到驚訝卻認為艾蜜莉不由自主想當人偶的行為跟拉維妮亞和潔西的態度很相似，莎拉心想她的父親克璐上尉如果還活著並且得知自己的情況時會感到很難受。過沒多久，有一位名叫卡里斯福德（Mr. Carrisford）的紳士搬進學院對面的房屋，這個消息引起全校師生和眾廚師與女傭群的討論，卡里斯福德先生和莎拉的父親克璐上尉都是投資鑽石礦山事業卻面臨事業失敗處境的商人，他因為罹患熱病回到倫敦休養並且處理事業的後事。莎拉在得知卡里斯福德先生的情況期間想起她過世的父親，因此她祈求卡里斯福德先生能夠早日康復。某天下午，莎拉看見有隻猴子出現在閣樓的房間，她發現卡里斯福德先生的印度籍傭人蘭達斯（Ram Dass）正在尋找猴子的行蹤，莎拉用她多年前學會的印度話的問候語跟蘭達斯解釋他的猴子待在她的房間。蘭達斯經過莎拉的同意下從天窗進入閣樓房間把猴子帶回去後，他注意到莎拉拮据的情況並且經常跟卡里斯福德先生講些「右邊閣樓的少女（The young girl in the right attic）」的事。
卡里斯福德先生聽到莎拉的情況時，他很在意他朋友克璐上尉的女兒的處境是否安然無恙。卡里斯福德先生先生邀請克璐上尉去投資與經營鑽石礦山，但是他卻誤聽信事業失敗的傳聞就轉身逃避甚至在病倒送醫的期間無法得知他們的事業是否為成功的情況。後來卡里斯福德先生得知鑽石開發的工作很順利時想要將這個消息告訴克璐上尉，但是克璐上尉還沒接獲這個好消息前就已經病逝還在彌留之際喊著他女兒的名字。為此感到很愧疚的卡里斯福德先生發誓他要找回他朋友的女兒並且彌補她。後來卡里斯福德先生僱用大家庭的家長卡麥可先生（Mr. Carmichael）做為自己的律師並且委託他找回克璐上尉的女兒。卡麥可先生在接受卡里斯福德先生的請求並以克璐上尉之亡妻的身分來到巴黎四處找人卻得不到任何的好消息，而且他在回國的期間得知一位由法籍貴婦巴斯卡夫人（Madame Pascal）所領養、並且法國留學、名叫艾蜜莉‧卡魯（Emily Carew）的女學生根本不是克璐上尉的親生女兒。接獲這個消息的卡里斯福德先生感到很失望到幾乎把克璐上尉的女兒、「不是乞丐的少女」和「右邊閣樓的少女」全都聯想成同一個人。卡麥可先生為了盡快知道克璐上尉的女兒的真實身分決定到莫斯科去打聽消息，他交代他的妻子女們多加關注與照料卡里斯福德先生還特地讓自家寵物狗波里斯(Boris)去陪伴卡里斯福德先生。卡里斯福德先生看見莎拉就想到克璐上尉曾跟自己說他的「小夫人」的去向時感到很苦惱，他跟蘭達斯商量下決定出手幫助她。另一方面，莎拉看著她現在的處境也想著敏欽校長對自己的使喚與為難、拉維妮亞和潔西對自己做出出許多的麻煩跟欺凌的經過，她一邊壓抑著負面的情緒也不斷回想著她和她父親克璐上尉一起生活的時光。莎拉很希望她能夠回到過去並且照顧好她父親，她逐漸懷疑奇蹟是否會出現來幫助自己改變所有的一切。

### 「魔法師」的「魔法」和改變自己的命運包裹、「魔法師」的真實身分
冬天來臨時，莎拉在特別寒冷又陰雨的傍晚到街上去採購，她不斷忍受著挨餓與凍僵的期間好不容易採購完所有的東西，莎拉在回去學院的路上分別從水溝與馬路中撿到一個銅板與四毛錢硬幣。莎拉把硬幣撿起來到麵包店詢問經營店面的老闆娘時，她發現門口坐著一位正在受凍挨餓、名叫安妮 (Anne)的少女乞丐。莎拉認為安妮是「窮困民眾中的成员之一（one of the poverty populace）」，而且她還比自己的處境不是很好的狀態。莎拉向麵包店的老闆娘詢問有關銅板與銀幣的主人的去向，老闆娘認為銅板與銀幣應該是沒有人遺失的並且接下莎拉的硬幣。莎拉在購買四個麵包時又收下老闆娘多贈送的兩個麵包，她到門口把五個麵包分給安妮而自己獨留一個麵包。老闆娘對莎拉的舉動感到很感動，她告訴安妮可以來自己的店多拿些麵包來充飢。另一方面，蘭達斯跟他的助手在莎拉出門時到閣樓期間做些秘密行動不久就離開。莎拉在回到學院時沒有注意到卡麥可太太和卡麥可三姊弟為將要出發到莫斯科的卡麥可先生送行，等她回來學院沒多久由於採購太晚的緣故只能拿少許的乾麵包回到閣樓。
當莎拉回到閣樓時，亞門加德剛把她父親與親戚送來的點心與書籍全部都送給她，這時她們聽到樓下傳來廚師誣賴蓓琪私下偷竊食物的行為、敏欽校長斥責蓓琪的聲音。莎拉對蓓琪受盡委屈的事感到很心疼，她曾經發現蓓琪經常會去垃圾桶撿些像是廚餘的東西來充飢的情況。莎拉認為廚師是犯人，而蓓琪像是個無辜又挨餓的市民。原本莎拉想要將閣樓房間的擺設和亞門加德送來的點心轉變成宴會場景藉此讓蓓琪能夠振作起來，但是拉維妮亞向敏欽校長告密導致亞門加德和蓓琪受到挨罵和處分。莎拉受到敏欽校長的嚴厲的處罰下只好想像著暖活的壁爐與豐盛佳餚、床上有棉被藉此來獲得安慰，她在想像到累壞不久就聽到煤炭燒開的聲音，她看到擁有許多佳餚的桌子、一件漂亮的服裝和一疊裝訂精美、首頁寫著「送給閣樓的少女」的書籍。莎拉認為這是魔法師來幫助自己所準備的禮物，她跟蓓琪享用「魔法師的禮物」並且在隔天早上變得容光煥發的模樣讓眾師生們、敏欽校長與拉維妮亞感到很吃驚又錯愕，儘管潔西很不滿拉維妮亞的做法也認為她不應該為難莎拉到這種地步。之後莎拉和蓓琦每次結束打雜的工作時會看到閣樓的房間都會發生難以理解的事情。某天下午，有個郵差剛送包裹到學院交給莎拉，敏欽校長發現莎拉拿到的包裹的便條寫著「送給閣樓的少女」還發現包裹的裡許多服裝還附上一張說著舊東西隨時都會更新內容的紙條。敏欽校長感到很驚訝也認定克璐上尉可能有許多負責替他還清債務的遠方親戚，因此她特地讓莎拉回去教室繼續溫習學業。於是莎拉使用自己剛收到的文具盒的文具寫給「魔法師」的信件放在閣樓的桌上。
隔天下午莎拉與蓓琪到閣樓房間時發現信件被「魔法師」給拿走，而且蘭達斯的猴子又偷跑到閣樓的房間。莎拉發現外面的天氣太過寒冷決定讓猴子留在自己的房間過夜。隔天早上，從莫斯科回來的卡麥可先生向卡里斯福德先生稟報他發現待在莫斯科的女孩也不是克璐上尉的女兒的結果，不過他打聽到克璐上尉的女兒的本名。卡里斯福德先生想起克璐上尉是出身於英國的事時看到剛把蘭達斯的猴子給送回來的莎拉。卡麥可先生發現莎拉對印度有些了解，莎拉向卡里斯福德先生講出她以前待在印度的生活的事和說出她父親和自己的本名不久。卡里斯福德先生就非常激動並且大聲說出「就是這個孩子（It is the Child）」立即擁抱著莎拉不放並且表明自己不會再讓她離開自己的身旁。另一方面，敏欽校長從拉維妮亞的口中得知莎帶著奇怪的東西到卡里斯福德先生的住處卻沒有回來學院（另一個版本是一名女傭），敏欽校長抱持著疑心前往卡里斯福德先生的住處把給莎拉帶回來。莎拉剛開始對卡里斯福德先生的舉動感到很吃驚，卡麥可太太向莎拉解釋卡里斯福德先生的真實身分是克璐上尉的朋友，卡麥可先生跟莎拉說明卡里斯福德先生跟克璐上尉經營與投資礦山的經營，但是他們卻聽信謠言誤以為事業失敗的期間不慎罹患瘧疾，當時卡里斯福德先生在患病的期間感到很不安到想要逃避現實，直至他接獲鑽石礦山的開發工作很順利且營業額高居不下的情況、恢復轉機的消息。不過克璐上尉卻在卡里斯福德先生尚未康復、接獲礦山的開發工作的真正結果時先早已病逝，卡里斯福德先生為了要彌補克璐上尉，他決定在負責代為填補事業填空的情況讓印度法院撤回對克璐上尉的破產宣告的同時找回莎拉。
雖然卡里斯福德先生在倫敦休養的期間靠著錯誤和多餘的線索到巴黎和莫斯科的所有學院內找人卻沒有發現莎拉溫習的學院是位於倫敦的敏欽學院，卡里斯福德先生跟莎拉解釋自從他搬到敏欽學院對面的房屋不久都會很關注她的情況，因此他委託會飛簷走壁的蘭達斯送些東西到閣樓房間內卻沒發覺到莎拉的真實身分。唐納德、諾拉與珍妮特三姊弟向莎拉解釋他們曾在平安夜給予救濟卻沒能提早問出她的本名的事說聲道歉，卡麥可先生決定跟敏欽校長處理談判問題並且解釋卡里斯福德先生將會領養莎拉的真相。莎拉聽完所有事情的真相並且知道「魔法師」的真實身分是卡里斯福德先生時，她非常感謝他的伸出援手。卡里斯福德先生向莎拉表示自己將會成為她的監護人並且肩負起照顧她的職責。

### 再次過著幸福的生活
莎拉向卡里斯福德先生解釋她已經決定不會返回學院，但是她卻放不下陪伴自己到現在的好友艾蜜莉、蓓琪、亞門加德與洛蒂。後來拜訪卡里斯福德先生、前倨後恭的敏欽校長對莎拉沒經過准許擅自跑到外面去的事感到很生氣，但是她從卡麥可先生的解釋下聽到莎拉將會待在卡里斯福德先生的住處的理由、兩年前的礦山開發的事業很順利的事、卡里斯福德是克璐上尉的好友的真相以及莎拉繼承克璐上尉的財產將在鑽石開發的期間會增加時感到很震措。儘管伶牙俐齒的敏欽校長解釋自己在莎拉發生變故時沒有將她給逐出學院或是強迫她在街上施些乞討的事，但是卡里斯福德先生便勃然大怒當場指謫敏欽校長對莎拉做出許多不堪的對待行為實屬不可饒恕的罪行。卡麥可先生也附合卡里斯福德先生的話，他特地告誡敏欽校長倘若莎拉所經歷的事一旦被法院得知將會對學院帶來百害無益的結果。敏欽校長看到卡里斯福德先生憤怒的臉色轉而以克璐上尉的著想極力說服莎拉繼續留在學院完成學業，莎拉在卡里斯福德先生的詢問下早已作出決定向敏欽校長解釋自己不會回去學院的真正原因和真心話。敏欽校長聽完莎拉的決定時態度轉變還告誡她若是做好決定將會無法跟她的朋友見面的後果。但是卡麥可先生卻向敏欽校長解釋莎拉可以會見亞門加德、洛蒂與以前和她要好的學生們，因為卡里斯福德先生將會成為莎拉的監護人也會確保她會去見她的朋友們，而且跟莎拉關係要好的朋友們的家屬也會准許這種情況。敏欽校長在帶著羞憤交加的心情向卡里斯福德先生表示莎拉是個從來不會感激她的學生，她還解釋莎拉的真面目遲早會顯示出來。
敏欽校長返回學院不久，阿米莉亞就當場斥責敏欽校長是個鐵石心腸、自私自利、只想著得到財富而不是人心的魔鬼，而自己只是個軟弱膽小又愛莫能助的人而已。阿米莉亞向敏欽校長解釋莎拉就像是個能夠看透她們的真面目的公主，她了解她姐姐打從一開始就很討厭莎拉並且在她在富有時做出不少諂媚的行為，等到莎拉遭遇變故時就態度驟變還將她當作傭人般來使喚，甚至沒有聽清楚克璐上尉的事業可能是成功的消息前沒有善待好莎拉還不顧她的死活，自己明知道將會發生這些事卻沒有盡責伸出援手。阿米莉亞進一步斥責道等到莎拉轉學至別的學院獲得更多熱心的款待期間把她的經歷說出去後，她們學院的學生們將會由他們的家長來接走轉學到其他的學院。阿米莉亞的變異讓敏欽校長逐漸開始對她和學院的命運感到很懊惱。莎拉在恢復富有的生活並且拿回她失去的一切後，她立刻寫信給亞門加德與洛蒂邀約他們明早過來探望自己。後來學生們開始互相討論阿米莉亞斥責敏欽校長的原因時，剛收到莎拉的信件的亞門加德把事情的經過講給其他的學生們聆聽，她決定明天要跟洛蒂要去卡里斯福德先生的住處拜訪莎拉。學生們的議論聲讓拉維妮亞和被阿米莉亞給斥責過的敏欽校長都感到無話可說。蓓琪在接獲莎拉恢復她富有的近況時感到很欣慰卻有些不捨，當她打開閣樓的房門不久發現蘭達斯已經準備好莎拉要給自己的餐點。蘭達斯向蓓琪解釋莎拉把她的事全都告訴卡里斯福德先生，而卡里斯福德先生表示希望蓓琪能陪伴莎拉。蓓琪看見蘭達斯把閣樓裡的東西從天窗全都搬走感到很驚訝也對莎拉沒有忘記自己的事感到很高興。從昨天的事發生後，卡里斯福德先生在莎拉的陪伴與關注下迅速康復。而且來到卡里斯福德先生的住處的蓓琪正式成為莎拉的近侍。此後莎拉將她曾在閣樓時發生的神奇情況與現在生活的經歷都分享給亞門加德、洛蒂以及所有的學生們聆聽。
幾個月後，莎拉想起她跟流落在街上的安妮相遇的事，她決定只要有乞丐和貧困的人來到麵包店的門口就請老闆娘送些麵包給他們並且表示自己會請人把帳單送到店內。莎拉把她的想法告訴卡里斯福德先生獲得他的認同。隔天早上，莎拉帶著蓓琪跟卡里斯福德先生到麵包店去拜訪老闆娘。老闆娘告訴莎拉說她已經把安妮收為學徒，她的店內已經開始免費送些麵包給不少的乞丐與貧困的人，重要的事麵包店的經營將會在莎拉的贊助下會變得更加順利。莎拉對安妮表示自己希望她遇到許多貧困的人和乞丐時要出手幫助還要送些麵包來救濟他們，安妮答謝莎拉並且目送她到店外。最後莎拉在卡里斯福德先生的安排下，她跟蓓琪轉學至新的學院過著快樂的新生活也繼續維持著「莎拉公主」的風度來幫助與行善許多人。

## 人物
- 莎拉·克璐 (Sara Crewe)：故事的女主角。

英法籍人，擁有良善之心、善解人意與堅強的個性，有著豐富的想像力與天資聰穎的性格。喜好讀書、沉思、幻想、編故事和講故事，更會說流利的法文、英文與印度文。髮色在兒童文學故事、動畫和漫畫中分別為黑色、棕色以金黃色。
雖然自己在出生時母親去世與父親克璐上尉相依為命，直至7歲時因父親為了要開創與處理家中的事業的關係來到英國的敏欽女子學院就讀，無論是在順境或逆境中總是堅持學習著保持公主的風範並且運用自己的想像力來度過逆境。真心對待朋友不分階級都很親切，甚至會幫助別人，即使遭逢父親病逝的變故也表現出堅定的態度。
另外，本人在閱讀過的書籍包括大仲馬的《基度山恩仇記》，曾在面臨變故時說「想想著因冤屈而被囚禁在伊夫堡地牢客房，從不埋怨自己的處境的基度山伯爵」。
- 萊福·克璐上尉 (Captain Ralph Crewe)：莎拉的父親，卡里斯福德的小學同學兼好友。出身於英國而且家財萬貫。

原為軍官上尉的官員，後來退伍後為商人並且經營煤矿的生意，即使在法籍妻子去世也非常很會照顧女兒莎拉。
故事開始時為了要處理與開創家中的事業安排莎拉送到敏欽學院內溫習，返回印度後與好友卡里斯福德去經營投資鑽石礦山的事業，結果卻誤聽信投資失敗時而一蹶不振中罹患瘧疾病逝，導致莎拉遭逢變故時遇到許多不堪的對待，更讓好友卡里斯福德在負責保管自己交給莎拉的財產期間為此深感自責，直至在鑽石礦山的事業成功下讓莎拉能夠擺脫逆境恢復富裕的生活。
- 艾蜜莉 (Emily)：陪伴莎拉的人偶。

曾被莎拉想像成自己會說話也會行動很快速也會閱讀書籍，一聽到有人來時就趕緊回到原位裝聾作啞的人偶。是在莎拉遭逢變故時唯一留下來的東西。

### 學校裡的人物
- 瑪莉葉特 (Mariette)：一位負責照顧莎拉、教導她講法文的法國女傭。

故事開始時被克璐上尉給雇用來照顧莎拉的法籍女傭，剛開始很喜歡莎拉與照料她，當莎拉遭逢變故時被解雇轉到別的富家人中去工作。
- 迪法傑老師 (Monsieur Dufarge)：敏欽學院所雇用的法國老師

故事開始時受敏欽校長的僱用負責教導學生們學些法文，在聽到莎拉在首次上課時會講法文後就認同她的才能，甚至跟敏欽校長說「我能教她的已經不多」。
- 亞門加德·聖約翰 (Ermengarde St. John)：莎拉要好的朋友之一，敏欽學院的學生，父親是位絕頂聰明、會精通七至八國語言的學者也有個親戚，家中有很大間、塞滿許多書籍的圖書館。雖然性格膽怯又懦弱卻對別人很友善。

故事開始時由於總是收到父親寄來的書籍讓自己感到厭煩到記憶力差成為班上程度最差的學生，甚至被拉維妮亞和傑西給視為嘲諷予欺凌的對象。非常很佩服精通法文的莎拉，即使在莎拉遭變故時給予她不少的安慰。
- 洛蒂·雷 (Lottie Legh)：敏欽學院中年紀最小、經常受到欺凌的學生，故事開始時只有4歲。雖然和莎拉一樣沒有母親卻被父親給過度疼愛。

雖然沒有母親卻被父親給過度疼愛，加上知道沒有母親的孩童都會被大人給同情，所以常以胡鬧讓敏欽校長和她的妹妹阿米莉亞感到很頭疼，後來受到莎拉的安撫下開始停止胡鬧喜歡聆聽她所講的故事，甚至時常將莎拉視為自己的母親。
- 蓓琪 (Becky)：敏欽學院中廚房的女傭，年紀大約14歲。

在莎拉九歲時來到學院作為幫傭。畏縮、易緊張，總是被人給驅使，過去曾未進入學院時無依無靠時被自己的姑媽給粗魯驅使。雖然自己沒有學會寫字卻在莎拉的親切與教導下與她成為好友，在莎拉遭變故時給予她不少的安慰，甚至在閣樓裡以敲門當暗語來互通有無，直至得知莎拉恢復她富有的生活後感到很欣慰，最後成為莎拉的近侍。
- 瑪麗亞·敏欽 (Maria Minchin)：敏欽學院的校長，阿米莉亞的姐姐。

個性短視近利、自私自利、唯利是圖、愛慕虛榮、欺善怕惡。認為女傭只是個「打雜的機器」經常使喚她們，還會對女傭大呼小叫、惡言相向與毫不尊重（包括進入學院工作的蓓琪），只會對出身於高級富家的學生很友善，實際上是想要獲取學生的錢財。
剛開始在莎拉來到學院時總是給她特別好的待遇，直至從克璐上尉的律師巴洛先生的口中得知克璐上尉已經病逝面臨「破產」與身分無文的情況時想把莎拉給逐出學院，卻受巴洛先生的反對下為了保住學院的名聲只好讓莎拉留在學院，要求莎拉搬到閣樓然後去打雜的期間當低年級學生的法文老師時能夠還清克璐上尉生前欠自己的債務還刻意為難她，仍然為莎拉對自己還是有禮的情況感到很擔心，當莎拉收到卡里斯福德暗中贈送的援禮、決定不會去學院時，來到卡里斯福德先生家要求莎拉返回學院不果之下受到阿米莉亞的嚴厲斥責與批評。
- 阿米莉亞·敏欽 (Amelia Minchin)：敏欽學院的助理，敏欽的妹妹。

個性膽小有軟弱、愛莫能助、不擅長表達自己的內心，跟姐姐敏欽的唯一不同點是對所有的學生們很不差。
剛開始在莎拉來到學院時總是給她特別好的待遇，即使在莎拉發生變故時很同情她。面對對姐姐敏欽刻薄對待莎拉的做法感到很不悅，可是卻不擅長表達出來，直到在莎拉恢復她富有的身分、姊姊敏欽從卡里斯福德的住處返回學院時，才將自己的真心話說出來。
- 拉維妮亞·賀伯特 (Lavinia Herbert)：敏欽學院中的最富有的學生之一，潔西的好友。明白校長是個見錢眼開的人。

剛開始總是跟潔西欺凌其他的學生與女傭蓓琪，也很妒忌比自己更富有的莎拉，甚至在莎拉發生變故後跟潔西找她不少的麻煩與為難，但是後來在對莎拉做些過分的行為時被潔西給責備自己的不是。
- 潔西 (Jessie)：敏欽學院的學生，拉維妮亞的跟班。

雖然會跟拉維妮亞評論莎拉、其他的學生與蓓琪，也在莎拉發生變故後跟拉維妮亞找她不少的麻煩與為難，但是後來在拉維妮亞對莎拉做些過分的行為時也曾責備她幾句，甚至會說「校長沒有權利讓莎拉挨餓得很嚴重」的話。
- 廚師：敏欽學院廚房的廚師

故事開始時受敏欽的影響總是驅使女傭蓓琪時（包含遭逢變故的莎拉），甚至懷疑她疑似有私下偷走敏欽校長的食物的行為。

### 學院對面房屋的鄰居
- 湯姆·卡里斯福德 (Thomas Carrisford)：一位搬到敏欽女子學院對面建築的富家紳士，真實身分為莎拉的父親克璐上尉的卡里斯福德的小學同學兼好友。

剛開始邀請好友克璐上尉跟自己去投資與經營鑽石礦山的開發工作，卻在罹患瘧疾時誤聽信投資失敗時不敢去面對現實。後來在聽聞開發鑽石成功的消息時卻接獲好友克璐上尉過世的消息時感到很悲痛，因此他在保管克璐上尉的財產時和自己的律師卡麥可先生靠著錯誤與多餘的線索到處找尋克璐上尉的女兒並且彌補她，直至從傭人蘭達斯的口中得知莎拉的處境出於同情，因此在暗中幫助莎拉卻沒發現她正是克璐上尉的女兒，最後找回莎拉並且擔任她新的監護人。
- 蘭達斯 (Ram Dass)：卡里斯福德先生的印度佣人，有飼養猴子。

當在找自己跑到敏欽學院的閣樓房間的猴子時發現莎拉的情況此後便暗中關注她，並在卡里斯福德先生有關莎拉的情況，之後和卡里斯福德先生商量過後不久便開始送東西到莎拉的房間。
- 卡麥可先生 (Mr. Carmichael)：卡里斯福德先生的委託人與律師，幫助他到處去尋找莎拉的下落。
- 珍妮特·卡麥可 (Janet Carmichael)：卡麥可先生的長女，莎拉用「薇若妮卡·尤絲塔西亞」來稱呼她。
- 諾拉·卡麥可 (Nora Carmichael)：卡麥可先生的次女，莎拉用「羅莎琳·葛拉蒂思」來稱呼她。
- 唐納德·卡麥可 (Donald Carmichael)：卡麥可先生年僅六歲的兒子，莎拉用「基·克萊倫斯」來稱呼他。

在平安夜的前夕以為莎拉是乞丐於是把自己拿到的六便士給她，甚至還為自己的善行感到很滿意。從此以後三姐弟都很關心莎拉卻不知道她的真實身分與名字，所以以「不是乞丐的少女 (The girl who is not a beggar )」和「不是妖精的公主 (the Un-Fairy Princess)」來稱呼莎拉也把卡里斯福德先生正在尋找的莎拉稱呼她為「不是妖精的公主 (the Un-Fairy Princess)」和「不是乞丐的少女(The girl who is not a beggar )」全聯想在一起。

### 故事中出場的動物
- 梅奇斯黛克(Melchisedec)：住在敏欽學院的閣樓房間的老鼠，牠每天跟牠的家人收下莎拉帶來的東西。
- 猴子：蘭達斯的寵物猴子，曾偷跑到敏欽學院的閣樓房間兩次，牠的出現讓莎拉能遇到奇蹟並且恢復她富有的生活的契機。
- 波里斯(Boris)：卡麥可律師一家所飼養的狗，類似長毛大型的阿富汗獵犬。曾跟卡麥可律師一家陪伴卡里斯福德先生。

### 其他人物
- 梅雷迪斯夫人(Lady Meredith)：在莎拉居住印度時教導她所有學業的家庭教師兼向克璐上尉介紹敏欽學院的人，她的女兒曾在敏欽學院就讀和學習。
- 巴洛律師(Mr. Barrow)：萊福·克璐上尉的倫敦律師，跟同樣身為克璐上尉的律師史吉普華斯先生(Mr. Skipworth)在倫敦建設事務處，外表像個紳士，但是身材瘦小、性格孤僻。

剛開始受萊福顧用為他的女兒莎拉在倫敦的敏欽學院留學時辦理手續時出資大筆的學費費用，面對克璐上尉總是為莎拉花費高額學費時感到很頭疼，在克璐上尉與他的好友卡里斯福德投資與經營高風險的鑽石礦山事業期間因誤聽信事業失敗罹患熱病處於「身無分文」情況下過世時便把這個消息告訴敏欽學院的敏欽校長並且建議她將莎拉留在學院內做事的情況。
- 巴斯卡夫人(Madame Pascal)'：一位法國的貴婦，艾蜜莉的養母

由卡麥可先生所提及他在收下卡里斯福德的委託到法國找出克璐上尉的女兒的行蹤時領養艾蜜莉的婦女，當卡麥可先生發現此事時知道自己找錯對象。
- 艾蜜莉‧卡魯(Emily Carew)'：一位被巴斯卡夫人給領養的女孩，在巴黎的寄宿學院中溫習。

由卡麥可先生在收下卡里斯福德的委託找出克璐上尉的女兒的行蹤時被巴斯卡夫人給領養的女孩，起出卡麥可先生誤以為她是卡里斯福德要找的人，結果他在回國時得知真相後才知道找錯對象。
- 老闆娘：麵包店的老闆娘，本名不詳。

曾出手送給一些麵包給面臨挨餓情況的莎拉，她在看到莎拉不顧自己的狀況就將麵包送給乞丐安妮時大受感動，並且決定收留安妮成為自己的學徒並且送她一些麵包來充飢。
- 安妮 (Anne)：受到莎拉的幫助的乞丐少女。曾接下莎拉給予自己的麵包後接受老闆娘給出自己處於挨餓情況就到她店裡收下麵包的條件，最後成為老闆娘的學徒。

## 外部連結
- A Little Princess (Signet Classics) on Google Books （页面存档备份，存于）
- A Little Princess - 古腾堡计划